# Red Barrels
La Red Barrels Inc. (abbreviato in Red Barrels) è un team di sviluppatori canadesi che producono videogiochi indipendenti, editori anche di fumetti ed è stato fondato il 4 luglio 2011 da Philippe Morin, David Chateauneuf, e Hugo Dallaire. Morin, Chateauneuf e Dallaire erano in origine sviluppatori sia di Ubisoft Montreal che di EA Montreal, ma hanno fondato l'azienda dopo l'origine di un IP di Dallaire nel 2010. La presenza online del team è iniziata nel luglio 2012 grazie al trailer di un gioco pubblicato il giorno di Halloween. Il gioco è stato finalmente rivelato come Outlast, ed è stato pubblicato il 4 settembre.

## Storia
Philippe Morin, David Chateauneuf e Hugo Dallaire, originariamente, sono stati degli sviluppatori di giochi per la Ubisoft Montreal e sono stati assunti tra il 1997 e il 1998. David ha contribuito allo sviluppo di Splinter Cell, mentre Morin e Dallaire allo sviluppo di Prince of Persia: Le sabbie del tempo. Alla fine, Morin ha abbandonato Ubisoft nel 2009 per lavorare con la EA Montreal nel 2010 con l'origine di un IP di Dalliare, ma è stato annullato nello stesso anno. Senza altre opzioni, Morin ha abbandonato anche la EA Montreal nel gennaio 2011, divenendo in seguito il presidente dell'attuale team, Red Barrels.
Dopo le dimissioni, Morin ha rincontrato Chateauneuf e Dallaire e tutti e tre hanno deciso di avviare la nuova azienda. Dopo una difficoltà tecnica, il gruppo ha acquisito 300000 $ da un finanziamento della Canada Media Fund durante l'anno fiscale 2012-2013 e 1 milione $ nel 2013-2014. Il gruppo fondato prese il nome di Red Barrels il 4 luglio 2011, circa 18 mesi dopo le precedenti dimissioni.
Il 12 giugno 2013, il team ha pubblicato un gameplay di Outlast nell'E3 2013, ricevendo successo per la critica da parte dei fan. Il 12 luglio, Red Barrels ha ottenuto il contratto di licenza di Unreal Engine 3 per lo sviluppo del gioco. Il 17 ottobre è stato annunciato Outlast attraverso un comunicato stampa da Triplepoint. Il 4 settembre del 2013, il gioco è stato pubblicato per Microsoft Windows, il 4 febbraio 2014 per PlayStation 4, il 18 giugno dello stesso anno per Xbox One e il 31 marzo 2015 per macOS e Linux. Poco dopo l'uscita per PlayStation, fu annunciato il DLC di Outlast, Whistleblower, il 29 aprile 2014, ed è stato pubblicato il 6 maggio per Microsoft Windows, Xbox one e PlayStation 4 contemporaneamente.
Il 23 ottobre, invece, è stato annunciato lo sviluppo del seguito di Outlast da parte di Morin, che era già allo sviluppo del gioco da qualche tempo. Il 22 aprile 2016, al PAX East, è stato pubblicato il gameplay della demo ed è stato istituito di nuovo in occasione dell'E3 2016, il 15 giugno. Il 1º agosto, Red Barrels annunciò che ci sarebbe stato un ritardo per l'uscita del gioco e che verrà pubblicato nella primavera del 2017. La società ha dichiarato: ''Abbiamo dovuto prendere una decisione difficile da poco. Dopo aver soppesato le nostre opzioni abbiamo deciso di posticipare il rilascio di Outlast 2 fino al primo trimestre del 2017. Vogliamo che sappiate che ascoltiamo i vostri feedback, e vediamo molto entusiasmo da parte dei fan e sappiamo che vi preoccupate per il nostro lavoro. La nostra missione, da studio indipendente, è quello di regalare a voi le migliori e le più terrificanti esperienze da giochi Horror, il più appaganti possibili. Ecco perché stiamo prendendo solo un po' più di tempo per assicurare che la nostra visione per il nuovo gioco, Outlast 2, non è in alcun modo compromessa e che sarà un'esperienza che vi meritate.''
Il 18 luglio, la società ha pubblicato il primo numero della mini-serie a fumetti The Murkoff Account, che è impostata per cinque fumetti che dettagliano la narrativa di Outlast e di Outlast 2. Il secondo fumetto è stato pubblicato il 1º settembre. I fumetti sono scritti da J.T. Petty e da The Black Frog.

## Produzioni
| Anno | Titolo                      | Tipo      | Genere          | Piattaforma                                          |
| ---- | --------------------------- | --------- | --------------- | ---------------------------------------------------- |
| 2013 | Outlast                     | Videogame | Survival horror | Microsoft Windows PlayStation 4 Xbox One macOS Linux |
| 2014 | Outlast: Whistleblower      | Videogame | Survival horror | Microsoft Windows PlayStation 4 Xbox One Linux       |
| 2016 | The Murkoff Account: Part 1 | Fumetti   | Thriller        | PDF                                                  |
| 2016 | The Murkoff Account: Part 2 | Fumetti   | Thriller        | PDF                                                  |
| 2017 | Outlast 2                   | Videogame | Survival horror | Microsoft Windows PlayStation 4 Xbox One             |
| 2024 | The Outlast Trials          | Videogame | Survival horror | Microsoft Windows                                    |